# Пирлесс (зенитный бронеавтомобиль)
«Пирлесс» — зенитный бронеавтомобиль Русской императорской армии (РИА), созданный по заказу ГАУ британской фирмой Vickers с использованием шасси 3-тонного американского грузовика Peerless.
Всего в 1916 году в Россию было поставлено 16 экземпляров бронеавтомобиля. Зенитные бронеавтомобили «Пирлесс» эпизодически использовались частями Русской императорской армии в боевых действиях 1917 года и обеими противоборствующими сторонами — в ходе Гражданской войны в России.

## История создания
Ещё в момент зарождения зенитной артиллерии генералитет Русской императорской армии задумался о повышении мобильности зенитных орудий и тем самым радикального повышения эффективности ПВО. В частности, ещё в 1911 году предпринимались попытки — впрочем, безрезультатные — приобрести в Германии для ознакомления и испытаний один экземпляр «ультрасовременного» оружия — 65-мм противоаэростатной пушки на шасси 1,5-тонного грузовика. Над проблемами противовоздушной обороны работали и русские военные инженеры-конструкторы, и к началу Первой мировой войны их старания принесли весьма неплохие результаты. В 1914 году инженер-технолог Путиловского завода Ф. Ф. Лендер разработал артсистему, получившую впоследствии известность под названием «Зенитная пушка Лендера». Официально орудие носило наименование 76-мм зенитная пушка образца 1914/15 годов. Для данной артсистемы полковником В. В. Тарновским была разработана установка для монтирования данной артсистемы на шасси грузового автомобиля. В сущности, полковник Тарновский являлся «автором» идеи установки зенитных орудий на автомобильное шасси — он предложил её ещё в 1908 году.
В конце 1914 — начале 1915 года на Путиловском заводе были в опытном порядке построены четыре зенитных бронеавтомобилей Руссо-Балт тип Т, а также четыре автомобиля снабжения («зарядных ящика») Руссо-Балт тип М. Из этих машин была сформирована 1-я отдельная батарея для стрельбы по воздушному флоту, которую возглавил полковник Тарновский. Батарея отправилась на фронт, где действовала весьма успешно вплоть до 1917 года.
Помимо «Руссо-Балтов», в качестве базы для зенитных бронеавтомобилей (ЗСУ) инженеры пытались применять и другие грузовики, для чего разрабатывались артсистемы, более лёгкие, чем зенитные пушки Лендера. В частности, ещё в конце 1914 года на путиловском заводе были начаты работы по модернизации 57-мм пушки Гочкиса (в документах проходили, как «57-мм/40 клб пушки Гочкиса») для стрельбы под большими углами возвышения. В июне 1915 года была собран опытный зенитный бронеавтомобиль на шасси 3-тонного грузовика «Остин». Испытания прошли успешно, однако массовому производству машин помешал пожар на военных складах в Брест-Литовске, в результате которого все имевшиеся в распоряжении Русской императорской армии «57-мм/40 клб пушки Гочкиса» были уничтожены.
Существовал, однако, и другой способ оснастить войска зенитными бронеавтомобилями — заказать их за границей. «Прощупывать почву» в этом направлении ГАУ Русской императорской армии начало вскоре после начала Первой мировой войны. В итоге, в декабре 1914 года ГАУ заключило с британской фирмой «Виккерс» контракт на разработку и постройку 16-ти «40-мм автоматических крутобойных орудий» на шасси бронированных грузовиков. Фирма «Виккерс» при этом обладала свободой в выборе шасси, и в итоге остановилась на трёхтонных американских грузовиках Peerless TC3, шасси которых собирались, помимо «головной» фабрики в США, и на британском предприятии «Уолсли» (англ. Wolseley). Правда, выполнения заказа затянулось, и выполнен он был лишь к 1 нюня 1916 года. В Россию же машины прибыли лишь в сентябре.

## Описание конструкции
В конструктивном отношении зенитные бронеавтомобили «Пирлесс» представляли собой частично бронированные 3-тонные грузовые автомобили Peerless с установленной в кузове зенитной пушкой. При этом рама, силовой агрегат и ходовая часть грузовика не подверглись каким-либо существенным изменениям. Экипаж бронеавтомобиля состоял из 5 человек (командир машины, шофёр и обслуга орудия).

### Броневой корпус
Открытый сверху броневой корпус собирался из листов катаной броневой стали толщиной 8 мм методом клёпки на уголковом каркасе. Лобовые листы броневой защиты двигателя и кабины водителя устанавливались под небольшим углом наклона для повышения пулестойкости. При этом скос лобового бронелиста отсека двигателя образовывал в нижней части щель для поступления охлаждающего воздуха к радиатору. В бронированной кабине водителя позади моторного отсека размещались командир машины (слева) и водитель (справа). Для входа и выхода они пользовались бронедверьми в бортах корпуса, а для наблюдения за полем боя располагали крупным окном в лобовом бронелисте кабины, прикрываемом откидной бронекрышкой. В кормовой части размещалось боевое отделение простой коробчатой формы с орудием, прикрытым спереди броневым щитком (установлен на все машины перед отправкой на фронт)

### Вооружение
Основным вооружением зенитного бронеавтомобиля «Пирлесс» являлась 40-мм автоматическая пушка Vickers QF Mark II. Практическая скорострельность орудия достигала 90 выстрелов в минуту, питание обеспечивалось при помощи брезентовых снарядных лент. Масса артсистемы составляла около 720 кг. Монтировалась в грузовом отделении автомобиля на тумбовой установке, допускавшей горизонтальное наведение в секторе 360° и вертикальное — в секторе от −5° до +80°.
Вспомогательным вооружением бронеавтомобиля являлся 7,7-мм пулемёт «Льюис», перевозившийся в укладке в боевом отделении бронеавтомобиля и предназначавшийся для самообороны машины в бою.

### Двигатель и трансмиссия
Силовой установкой бронеавтомобиля являлся карбюраторный рядный 4-цилиндровый двигатель Peerless жидкостного охлаждения мощностью 32 л.с., обеспечивавшим максимальную скорость бронеавтомобиля при перемещении по шоссе 45 км/ч. Колёсная формула бронеавтомобиля — 4 × 2, задний привод.

### Ходовая часть
Подвеска — зависимая, на полуэллиптических стальных рессорах. В ходовой части использовались деревянные колёса артиллерийского типа с литыми шинами, односкатные на переднем мосту и двускатные — на заднем ведущем.

## Операторы
- Российская империя/Белое движение
- РСФСР

## Служба и боевое применение

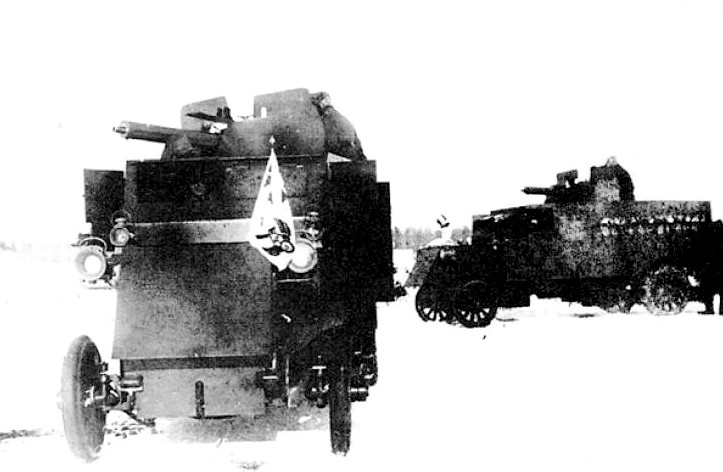
Бронеавтомобили «Пирлесс» из состава 2-й отдельной батареи для стрельбы по воздушному флоту (ОБПСВФ) Русской императорской армии. Декабрь 1916 года.

### В Русской императорской армии

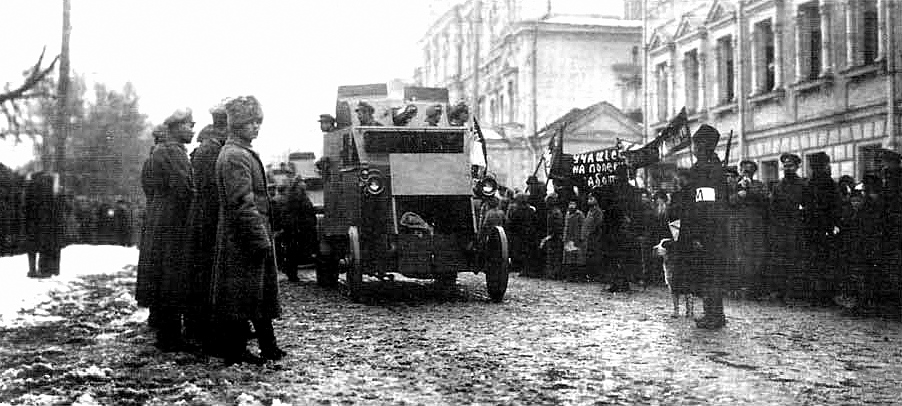
Машины 2 ОБСФ, Царское село, весна 1917

Поступавшие в Россию «Пирлессы» направлялись в 1-ю тяжёлую запасную артиллерийскую бригаду, и, по мере поступления новых машин, формировали из них Отдельные бронированные батареи для стрельбы по воздушному флоту (ОБПСВФ). Всего к январю 1917 года было сформировано четыре ОБПСВФ (1-я, 2-я, 3-я и 4-я). В ходе формирования батарей на бронеавтомобили устанавливались щитки орудий, а также вводился пулемёт для самообороны. Свежесформированные батареи предполагалось отправить на фронт в феврале 1917 года, однако из-за событий Февральской революции они, образно говоря, «застряли» на базе формирования и убыли на фронт лишь в середине мая.
Данные о боевом применении «Пирлессов» Русской армией практически отсутствуют, но известно, что летом 1917 года 2-я ОБПСВФ, действовавшая в составе войск Румынского фронта, вошла в состав «частей смерти».

### ВРККАи армияхБелого движения
После Октябрьской революции большинство «Пирлессов» оказалось у РККА. Тем не менее, эти бронеавтомобили в ходе Гражданской войны в России использовались обеими противоборствующими сторонами. После победы большевиков в Гражданской войне, «Пирлессы» оставались на вооружении РККА до конца 1920-х годов.